# Rakam
Rakam is een bestuurslaag in het regentschap Oost-Lombok van de provincie West-Nusa Tenggara, Indonesië. Rakam telt 5966 inwoners (volkstelling 2010).